# Ines Thomas Almeida
Ines Thomas Almeida (Santo Domingo, República Dominicana, 11 de juny de 1976) és una cantant lírica (mezzosoprano) d'origen alhora dominicà i portuguès.

## Vida i carrera
Ines Thomas Almeida va néixer a la República Dominicana i va créixer a Portugal com a bilingüe i amb la doble nacionalitat. Conclogué el curs de piano a l'Instituto Gregoriano de Lisboa, a la classe de Luiza de la Gama Sants, i va seguir la Llicenciatura en Cant de la Universitat d'Évora. En aquesta Universitat va guanyar dos anys consecutius una Borsa de Mèrit, assignada al millor alumne de cada curs.
Tot seguit es va traslladar a Alemanya, on va estudiar Cant a l'Escola Superior de Música i de Teatre de Rostock, havent conclòs aquest curs el 2007. En l'Estudi d'Òpera d'aquesta escola va cantar diversos papers, com el paper principal d'Orfeu i Eurídice, de Christoph Willibald Gluck, i Zia Principessa, de Suor Angelica, de Giacomo Puccini. Va freqüentar cursos de perfeccionament amb Teresa Berganza, Krisztina Laki, Hanna Schwarz, Jill Feldman, Claudia Eder i Norman Shetler. Es va presentar com a solista en diversos concerts en Alemanya.
El 2008 va ser guardonada al Concurs Internacional de Cant Kammeroper Schloss Rheinsberg, en el qual concorregueren més de 450 cantants de 40 països. Com a llorejada d'aquest concurs, va participar en diverses produccions a l'Òpera de Rheinsberg, com la "Rheinsberger Sängernacht" i "Die Weisse Dame", de F. Boieldieu, i també en àries de l'òpera Carmen, de Georges Bizet.
El febrer de 2009 es va presentar amb gran èxit al Palau Foz de Lisboa, a invitació de l'Ambaixada de la República Dominicana a Portugal, amb el programa Poema en Forma de Canciones, íntegrament dedicat a compositors iberoamericans. Actua regularment a Portugal, República Dominicana i Alemanya, interpretant, més enllà del repertori clàssic de Lied i òpera, també cançons líriques de compositors iberoamericans i repertori tradicional de fado.